# Ярошенко, Фёдор Алексеевич
Фёдор Алексеевич Ярошенко (укр. Федір Олексійович Ярошенко; род. 5 декабря 1949, Харцызск, Сталинская область, Украинская ССР) — украинский политик. Доктор экономических наук, кандидат сельскохозяйственных наук, профессор.

## Биография
Окончил Ворошиловградский (Луганский) сельскохозяйственный институт в 1976 году. После учёбы в институте и аспирантуре, более 20 лет работал в птицеводстве: с 1976 по 1979 год работал главным бухгалтером «Зугрэсского племптицесовхоза», а затем до 1984 года был директором птицефабрики «Новоселидовская» в Цукурино Донецкой области. В 1984 году Ярошенко начал работать директором на «Енакиевской птицефабрике». С 1994 по 1997 год, Ярошенко Ф. А. занимал пост генерального директора производственного объединения «Донецкптицепром».
- В 1997—2003 годах первый заместитель председателя Государственной налоговой администрации Украины.
- С февраля по июль 2003 года государственный секретарь министерства финансов Украины.
- В 2003—2004 годах первый заместитель министра финансов Украины.
- В 2004—2005 годах председатель Государственной налоговой администрации Украины. Указывают, что в последние дни пребывания в этой должности он по просьбе Юлии Тимошенко успел отменить решения Азарова по начислению многомиллиардной пени на предприятия ЕЭСУ[1].
- С марта 2008 года заместитель председателя Государственной налоговой администрации Украины.
- В 2009 году Юлией Тимошенко вносилась его кандидатура на пост министра финансов, однако утверждения не произошло.
- C марта 2010 по январь 2012 года министр финансов Украины.

## Семья
Сын Ф. Ярошенко — Алексей Ярошенко — возглавляет Государственную налоговую инспекцию в Подольском районе города Киева.